# Amzacea
Amzacea – wieś w Rumunii, w okręgu Konstanca, w gminie Amzacea. W 2011 roku liczyła 1369 mieszkańców.